# Hôtel de Brancas
Pour les articles homonymes, voir Hôtel de Brancas (homonymie).
L'hôtel de Brancas est un hôtel particulier situé au no 6 de la rue de Tournon dans le 6e arrondissement de Paris. Il ne doit pas être confondu avec l'hôtel de Brancas d'Aix-en-Provence, ayant appartenu (à des moments différents) à la même famille provençale: les de Brancas.
L'hôtel a été construit entre 1710 et 1713 par l'architecte Pierre Bullet pour Jean-Gaston-Baptiste Terrat, marquis de Chantosme, et futur chancelier du Régent.

## Historique
L'hôtel de Brancas, dit aussi « hôtel de Terrat », est construit sur les dessins et plans de Pierre Bullet, (1639-1716), pour Monsieur Jean-Baptiste Terrat, marquis de Chantosme, Chancelier du duc d'Orléans, qui achète les lieux à Monsieur Nicolas Renouard de Chanteclair. En 1719, le financier Jean-Baptiste Petit-de-Saint-Lienne, premier commis du contrôleur général des finances John Law de Lauriston, le rachète aux héritiers du marquis de Terrat pour la coquette somme de  391 863 livres. Mais il le revend quelques années plus tard pour financer l'achat du château de Renay près de Vendôme.
L'hôtel fut alors affermé à l'Académie Royale, d'équitation de 1733 à 1742. Monsieur François Robichon de La Guérinière (1688-1751) écuyer de renom, enseignait ici l'art de l'équitation aux jeunes gens de la noblesse, avec son associé François Nicolas Desprez. Il avait fermé son manège du 13 rue de Vaugirard, à la suite de problèmes financiers. 
Bugnet, conseiller d'État, intendant de Monsieur de Creil et de la Duchesse de Beauvilliers, avait acquis en 1752 ledit hôtel, tenant à celui de Montmorency et à la Maison de Saint-Aignan ; Parmi les vendeurs de Bugnet se trouvaient Lanfernat, comte de Villars ; Chauvel, grand-bailli d'Orléans, et d'autres. C'est ensuite en 1775 le Duc de Brancas, lieutenant général pour le pays de Provence, qui en fait l'acquisition. 

Durant la Révolution, le maire de Paris, Jean-Nicolas Pache, y demeure, ainsi que le mathématicien, astronome, physicien et géomètre Pierre-Simon de Laplace, qui y habite toujours en 1808. Il fit aussi partie de l'« Hôtel de Montmorency-Laval » en 1816, selon le Dictionnaire des rues de Latynna.
Plus tard, les libraires Bossange et Masson étaient propriétaires de cet immeuble avant l'arrivée de Monsieur Renouard, bibliophile, qui quitta la rue Saint-André-des-Arts pour celle-ci. Alexandre Ribot, ancien président du Conseil et membre de l'Académie Française, y demeura. Le Docteur Ricord habita aussi à cette adresse ; il y mourut en 1889. 
Au rez-de-chaussée, le libraire Henri Loones tient boutique ici en 1880. En 1900, se trouvait dans ces lieux le Concert Rouge. Et plus près de nous, une partie des équipes de recherche de l'École des hautes études en sciences sociales fut logé à cette adresse (et au no 17) de 1947 à 1950 avec une partie des archives et notamment le fond Clément Heller, jusqu'en 1980. Au rez-de-chaussée sur rue, se tiennent la Librairie Renouard et les Éditions Henri Laurens.
Ce bâtiment fait l’objet d’un classement au titre des monuments historiques depuis le 23 juillet 1970. Façades et toitures sur rue, cour et jardins, portail d'entrée, escalier, salon et boudoir sont inscrits et classés aux Monuments Historiques. Ici se trouve l'Institut Français d'Architecture.  